# Саллес, Арлет
Арлет Саллес (порт. Arlete Salles, урождённая Арлет Салес Лопес (Arlette Sales Lopes), род. 17 июня 1942, Паудалью, Пернамбуку) — бразильская актриса.
Родилась на востоке Бразилии в штате Пернамбуку. В 1958 году состоялся её актёрский дебют на театральной сцене, и в том же году она вышла замуж за актёра Лусиу Мауру, от которого родила двух сыновей. После развода в 1970 году Саллес вышла замуж за актёра Тони Торнадо, брак с которым также завершился разводом.
Как актриса Саллес известна преимущественно своими ролями на телевидении, став в 1996 году лауреатом премии Ассоциации искусствоведов Сан-Паулу за лучшую женскую роль в телесериале «Сальса и меренга». Помимо этого запомнилась ролями в теленовеллах «Неукротимая Хильда» (1998) и «Берег мечты» (2001).